# Ézy-sur-Eure
Ézy-sur-Eure is een gemeente in het Franse departement Eure (regio Normandië). De plaats maakt deel uit van het arrondissement Évreux. Ézy-sur-Eure telde op 1 januari 2022 3.653 inwoners.

## Geografie
De oppervlakte van Ézy-sur-Eure bedroeg op 1 januari 2022 8,92 vierkante kilometer; de bevolkingsdichtheid was toen 409,5 inwoners per km².

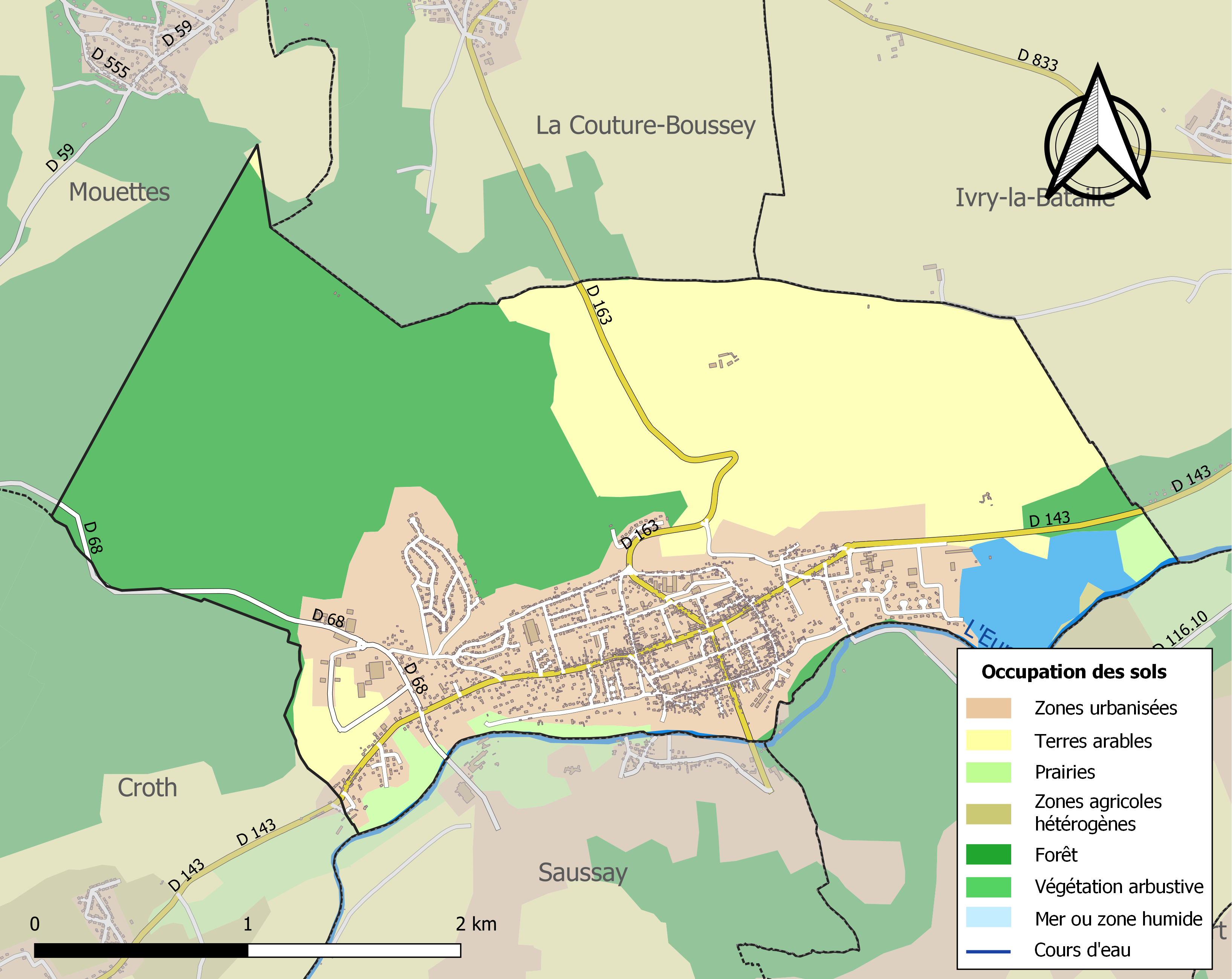
Kaart van de gemeente met belangrijkste infrastructuur, bodemgebruik en omliggende gemeenten

## Demografie
Onderstaande figuur toont het verloop van het inwonertal (bron: INSEE-tellingen).